# دژان مارکوویچ
دژان مارکوویچ (انگلیسی: Dejan Marković؛ زادهٔ ۲۶ مهٔ ۱۹۷۳) بازیکن فوتبال اهل صربستان بود که در پست هافبک راست بازی می‌کرد و در حال حاضر سرمربی است.